# Scopula pacificaria
Scopula pacificaria là một loài bướm đêm trong họ Geometridae.